# Cleora atriclava
Cleora atriclava är en fjärilsart som beskrevs av Louis Beethoven Prout 1926. Cleora atriclava ingår i släktet Cleora och familjen mätare. Inga underarter finns listade i Catalogue of Life.